# Tilmatura
Tilmatura is een geslacht van vogels uit de familie kolibries en de geslachtengroep Mellisugini (bijkolibries). Het geslacht kent één soort:
- Tilmatura dupontii  – Duponts kolibrie